# اد مک‌کیور
اد مک‌کیور (انگلیسی: Ed McKeever؛ زادهٔ ۲۷ اوت ۱۹۸۳) قایقران کانو اهل بریتانیا است.